# Babettes Gæstebud (novelle)
 Denne artikel omhandler novellen Babettes Gæstebud. Opslagsordet har også en anden betydning, se Babettes Gæstebud (film).
Babettes Gæstebud er en fortælling af Karen Blixen. (eng. Babette's Feast) udkom på engelsk i 1950, hvor fortællingen – under pseudonymet Isak Dinesen – publiceredes i det amerikanske månedsmagasin Ladies' Home Journal.
Babettes Gæstebud er oversat til dansk af bibliotekar Jørgen Claudi, udkom i første danske udgave i 1952 på forlaget Fremad. Babettes Gæstebud er med i Skæbne-Anekdoter og er her oversat til dansk af Karen Blixen. Den antyder flere selvbiografiske træk. Titelpersonen Babette Hersant – petroløse, parisisk flygtning og gourmetkok på Café Anglais – gennemlever samme identitetstab, sjælesmerte og kunstnerrealisering som Karen Blixen. Babettes Gæstebud, der er et skoleeksempel på Karen Blixens fortællekunst, er baseret på det gradvist ophøjede og opbyggede spændingsfelt mellem det mytiske, det skæbnebetonede og det almenmenneskelige – og hvis åbenbaring er den ypperste gave, en indsigtsfuld fortæller kan give sine læsere.
I 2020 var to afsnit af Spise med Price fra 2020 genskabte James og Adam Price menuen fra Babettes Gæstebud og serverede den for en gruppe kendte gæster på Rungstedlund.

## Handlingsforløb
Babettes Gæstebud foregår som hovedparten af Karen Blixens fortællinger i en historisk sammenhæng. Her i begyndelsen af 1870'erne, hvor fortællingen udspilles i den ubetydelige, fiktive by Berlevåg (ikke at forveksle med Berlevåg i Nordnorge), hvortil en fransk kvinde har søgt tilflugt efter deltagelse i Pariserkommunen. Kvinden er Babette Hersant, og det er om hendes skæbne og det nordnorske miljø Blixen fortæller. Babette har været en berømt gourmetkok, men i det lille samfund kender ingen hende, og hun opretholder livet som husholderske for to ældre søstre, der er døtre af provsten. Efter en årrække sker det mirakuløse, at hun vinder 10.000 francs på en gammel lotteriseddel.
Nu nærmer 100-års-dagen for søstrenes døde far sig. Babette beslutter sig for at lave en udsøgt middag på mindedagen. Men middagsgæsterne er fortrinsvis norske bønder, der hverken har tradition for eller religiøs accept af gastronomi. Efter forretten, der nærmest er en hellig nadver, åbner de kulinariske nydelser for gæsternes accept og indbyrdes indsigt. Tidligere fjendskaber opløses, og forståelse, lykke og forløsning, som provsten prædikede, breder sig i kraft af de himmelske kulinariske nydelser.

## Filmatisering
Fortællingen Babettes Gæstebud blev i 1987 filmatiseret efter manuskript af Gabriel Axel, der også var instruktør. Gourmetmenuen, der udgør en betydningsfuld del af fortællingen, er filmens omdrejningspunkt. Selve menuen og retterne er beskrevet i fortællingen, men uden angivelse af tilberedning. Den blev overladt til chefkok Jan Cocotte-Pedersen fra restauranten La Cocotte i København. Filmen blev som første film i dansk filmhistorie præmieret med en Oscar for bedste fremmedsprogede film.

## Fodnoter
1. ↑  Oversat af Jørgen Claudi. Jf. Henriksen, Liselotte: Blixikon, Viborg 1999, p. 84.
2. ↑  Berlevåg | lex.dk – Den Store Danske